# Ostbayerische Technische Hochschule Amberg-Weiden

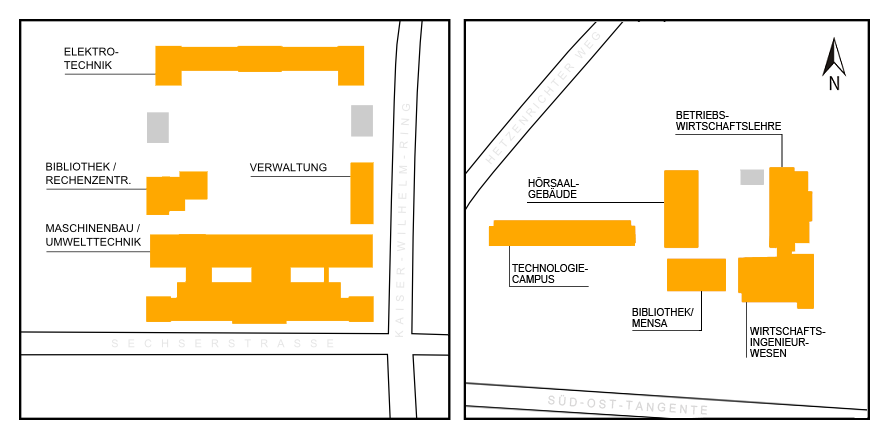
Lagepläne der beiden Standorte: Amberg (links) und Weiden (rechts)

Die Ostbayerische Technische Hochschule Amberg-Weiden (OTH-AW) ist eine staatliche Fachhochschule, die im Jahr 1994 unter dem Namen Fachhochschule Amberg-Weiden gegründet wurde. An den beiden Standorten Amberg und Weiden werden an vier Fakultäten über 50 Bachelor- und Masterstudiengänge sowie berufsbegleitende Studiengänge angeboten. Der Name „Ostbayerische Technische Hochschule“ wird aufgrund eines bestehenden Kooperationsvertrages im Verbund mit der Ostbayerischen Technischen Hochschule Regensburg getragen.

## Geschichte
Im Jahr 1991 beschloss das Bayerische Kabinett neue Fachhochschul-Standorte in Bayern, darunter auch die Standorte der Fachhochschule Amberg-Weiden. Am 1. Mai 1994 erfolgte die tatsächliche Gründung der Fachhochschule Amberg-Weiden. Gründungspräsident war August Behr von der damaligen Fachhochschule München. Im März 2008 erfolgte die Umbenennung in „Hochschule für angewandte Wissenschaften – Fachhochschule Amberg-Weiden“. Sie trug die Abkürzung „HAW“, doppeldeutig für „Hochschule für angewandte Wissenschaften“ sowie „Hochschule Amberg-Weiden“. Im Jahr 2013 wurde der Fachhochschule der Name Ostbayerische Technische Hochschule Amberg-Weiden verliehen; die entsprechende Änderungssatzung der Grundordnung wurde im November 2013 aufgestellt.
Die Aufnahme des Studienbetriebs erfolgte 1995 mit den Studiengängen Betriebswirtschaft in Weiden und Elektrotechnik in Amberg; 1997 folgten Wirtschaftsingenieurwesen in Weiden und Maschinenbau und Umwelttechnik in Amberg; 1999 Patentingenieurwesen und Software-Systemtechnik, der im Wintersemester 2006 in Angewandte Informatik umbenannt wurde, in Amberg. Im Jahr 2003 wurde Hans Zehetmair zum Ehrensenator ernannt. Weitere Studiengänge entstanden 2003/2004: Medienproduktion und Medientechnik in Amberg und Management und Europäische Sprachen, mittlerweile in Internationales Technologiemanagement umbenannt, in Weiden. Es folgten die Studiengänge Erneuerbare Energien (jetzt Energietechnik, Energieeffizienz und Klimaschutz), Handels- und Dienstleistungsmanagement, Kunststofftechnik sowie Medizintechnik. Hinzu kamen außerdem die Bachelorstudiengänge Angewandte Wirtschaftspsychologie, Digital Healthcare Management, Geoinformatik und Landmanagement, International Business, Ingenieurpädagogik, Künstliche Intelligenz, Mechatronik und Digitale Automation, Motorsport Engineering und Physician Assistance – Arztassistenz.

## Fakultäten

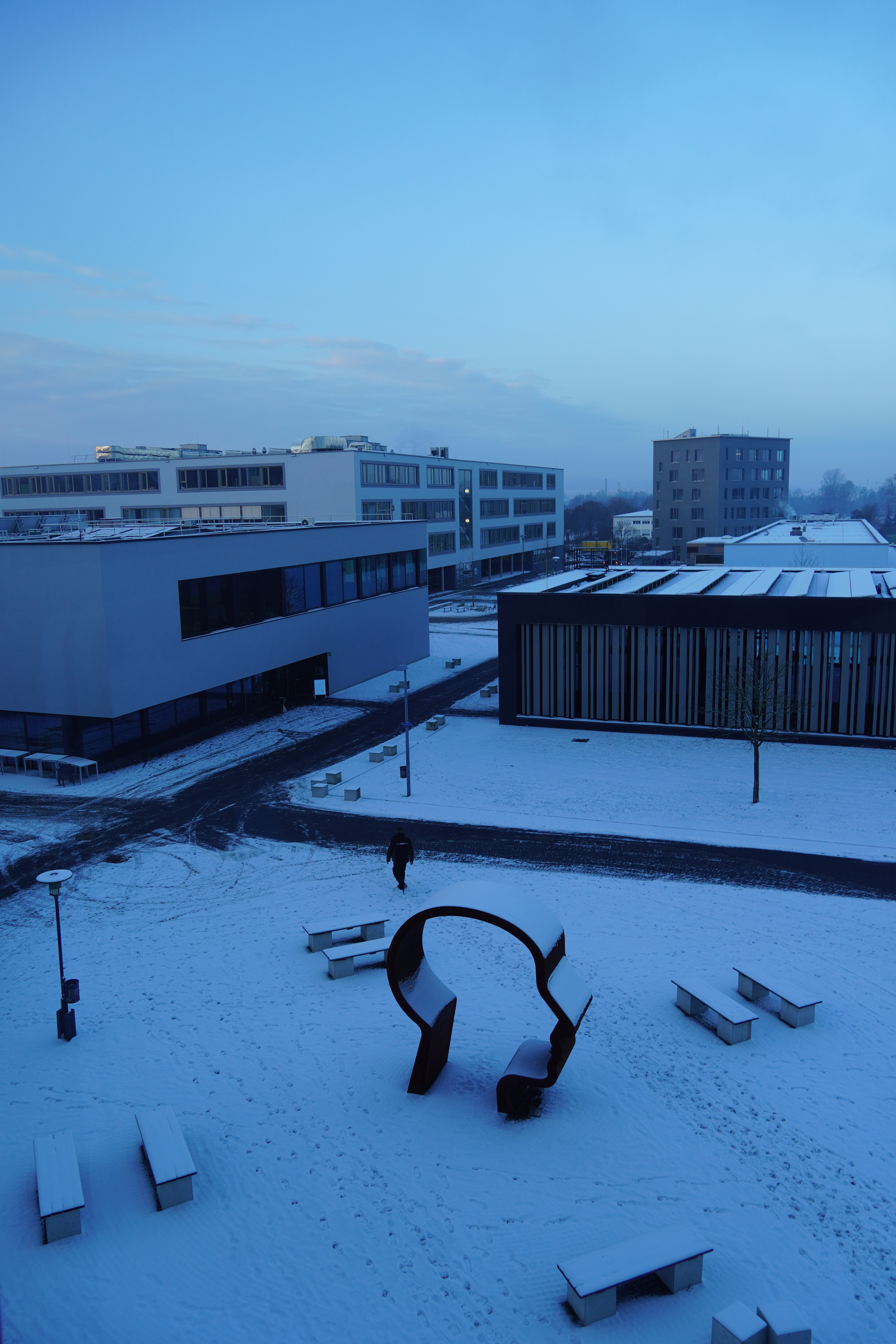
Gebäude der Weiden Business School (Standort Weiden)

### Abteilung Amberg

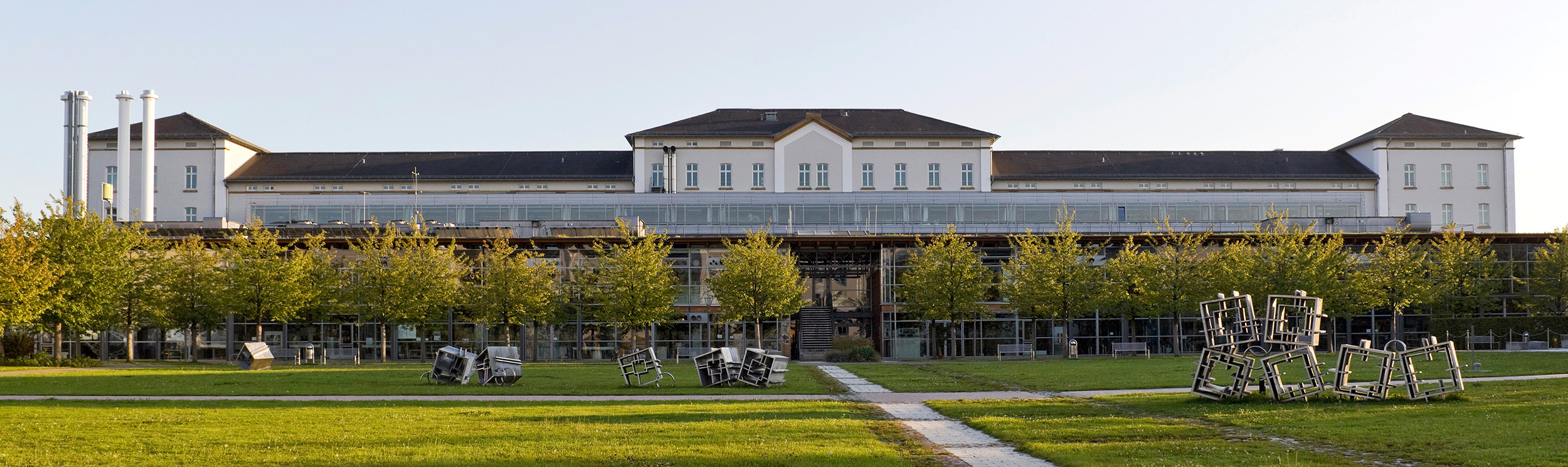
Gebäude der Fakultät für Maschinenbau/Umwelttechnik (Standort Amberg)

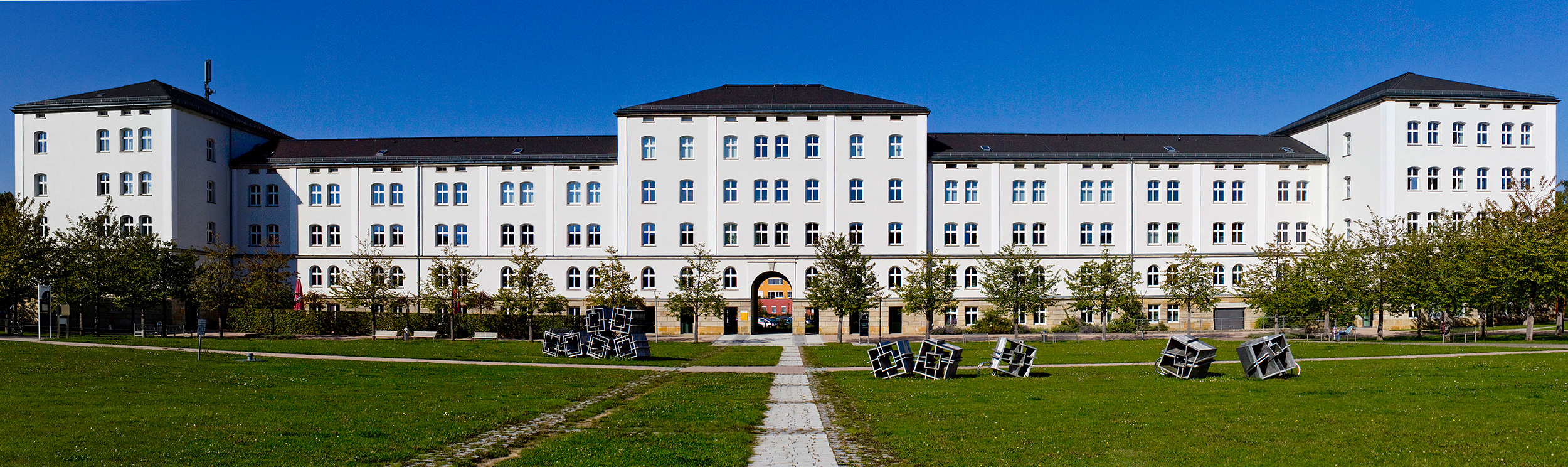
Gebäude der Fakultät für Elektrotechnik, Medien und Informatik (Standort Amberg)

- Elektrotechnik, Medien und Informatik
- Maschinenbau/Umwelttechnik

### Abteilung Weiden
- Weiden Business School (vormals Fakultät Betriebswirtschaft)
- Wirtschaftsingenieurwesen und Gesundheit

## Studiengänge
Es sind aktuell (Wintersemester 2024/25) ca. 4.274 Studierende in 56 Studienprogrammen eingeschrieben, betreut von 119 Professorinnen und Professoren.

### Bachelorstudiengänge
- Angewandte Wirtschaftspsychologie
- Betriebswirtschaft
- Bio- und Umweltverfahrenstechnik
- Digital Business
- Digital Healthcare Management
- Digital Technology and Management (Englisch)
- Elektro- und Informationstechnik
- Energietechnik, Energieeffizienz und Klimaschutz
- Geoinformatik und Landmanagement
- Handels- und Dienstleistungsmanagement (berufsbegleitend)
- Ingenieurpädagogik mit der beruflichen Fachrichtung Elektro- und Informationstechnik
- Ingenieurpädagogik mit der beruflichen Fachrichtung Metalltechnik
- Industrial Engineering (Englisch)
- Industrie-4.0.-Informatik
- International Business
- Internationales Technologiemanagement
- Künstliche Intelligenz
- Kunststofftechnik
- Logistik & Digitalisierung
- Maschinenbau
- Mechatronik & Digitale Automation
- Medical Engineering (Englisch)
- Medieninformatik
- Medienproduktion und Medientechnik
- Medizintechnik
- Motorsport Engineering
- Patentingenieurwesen
- Physician Assistance Arztassistenz
- Wirtschaftsingenieurwesen

### Masterstudiengänge
- Angewandte Wirtschaftspsychologie
- Applied Research in Engineering Sciences
- Digital Business
- Digital Entrepreneurship
- Educational Technology
- Innovationsfokussierter Maschinenbau
- Interkulturelles Unternehmens- und Technologiemanagement
- International Management und Sustainability
- IT und Automation
- Künstliche Intelligenz
- Logistik und Digitalisierung
- Medientechnik und Medienproduktion
- Medizintechnik
- Umwelttechnologie

### Weiterbildende Masterstudiengänge
- Angewandte Wirtschaftspsychologie
- Digital Business Management
- Digital Marketing
- Management im Gesundheitswesen
- Medizinrecht
- Steuerrecht und Steuerlehre
- Technologiemanagement 4.0

### Kooperative Studiengänge
- Human Resource Management
- Marketing Management
- Wirtschaft und Recht

## Weiterbildung
OTH Professional bietet Schulabgängern, ausgebildeten Fachkräften und Akademikern ein duales Studium in einem der Studiengänge der OTH Amberg-Weiden, Zertifikate, Weiterbildungsmaßnahmen oder ein komplettes berufsbegleitendes Studium mit staatlichem Abschluss an.
Daneben ermöglichen Studien-Vorbereitungskurse beruflich qualifizierten Studieninteressenten eine Vorbereitung auf das Studium. Mit diesen Propädeutika können sich Studienanwärter ohne schulische Hochschulzugangsberechtigung, d. h. ohne Abitur oder Fachabitur, in der Zeit vor Studienbeginn parallel zu ihrem Beruf auf das Studium vorbereiten.